# Mezira granulata
Mezira granulata är en insektsart som först beskrevs av Thomas Say 1832.  Mezira granulata ingår i släktet Mezira och familjen barkskinnbaggar. Inga underarter finns listade i Catalogue of Life.